# Middleham
Middleham è un paese di 825 abitanti della contea del North Yorkshire, in Inghilterra.

## Storia
I primi insediamenti conosciuti risalgono al periodo romano. La IX legione dell'esercito romano conquistò York nel 69 e si spostò verso nord. Un ramo della strada che da Londra portava in Scozia, passava per Middleham per arrivare al forte di Bainbridge. Vicino a Middleham i Romani costruirono una stazione di guardia per controllare il traffico sul fiume Ure.
Prima della conquista normanna, le terre della zona erano controllate da Gilpatrick. Nel 1069, Guglielmo il Conquistatore concesse il territorio intorno a Middleham a suo cugino bretone Alano il Rosso, che costruì una motta castrale in legno. Al tempo del Domesday Book, nel 1086, Alano aveva ceduto la fortezza a suo fratellastro Ribald (1050 ca. – 1121). I suoi terrapieni sono ancora visibili nel sito conosciuto come William's Hill. Alano costruì un castello anche a Richmond.
La costruzione del castello di Middleham che tuttora domina la città, venne cominciata nel 1190 dal nipote di Alano, Robert Fitzrandolph. La famiglia Neville, conti di Westmorland, lo acquisirono attraverso il matrimonio con una discendente di Ribald nel XIII secolo. Venne definito il "Windsor del Nord". Il castello fu tra le proprietà di Richard Neville, XVI conte di Warwick, quando suo cugino Riccardo, duca di Gloucester (il futuro re Riccardo III) venne qui per imparare i rudimenti della cavalleria nel 1462. Durante la guerra delle due rose, sia Edoardo IV che Enrico VI vi vennero tenuti in prigionia. Riccardo, duca di Gloucester divenne padrone del castello nel 1471 dopo la morte di Warwick nella battaglia di Barnet. Egli lo usò come centro politico per amministrare il Nord  per conto di suo fratello Edoardo IV. Riccardo sposò la figlia di Warwick, Anna Neville, nel 1472. Il loro figlio Edoardo nacque nel 1473 circa e morì nell'aprile del 1484 nel castello di Middleham. Riccardo III, che perse la vita nell'agosto del 1485 nella battaglia di Bosworth, fu l'ultimo regnante inglese a perire in combattimento.
Al tempo di Riccardo III, Middleham era una città di mercato molto vivace e un importante centro politico. A partire dal 1389, il signore del castello di Middleham ricevette il permesso reale di tenere un mercato settimanale ed una fiera annuale per la festa di Santa Alkelda Vergine. La cittadina è costruita attorno a due piazze del mercato: una più ampia e situata in basso ed una superiore dove si trovava il mercato dei suini del XV secolo. 
Molti edifici della parte vecchia di Middleham sono precedenti al 1600; l'antica canonica conserva alcuni elementi medievali. Nel 1607 Middleham aveva una certa importanza per la corte reale, poiché includeva tutti gli abitanti della vallata di Wensleydale. Middleham e le terre circostanti facevano parte delle proprietà della Corona dal tempo di  Riccardo III finché Carlo I vendette il maniero alla Città di Londra nel 1628. Nel 1661 la Città di Londra cedette poi il castello di Middleham a Thomas Wood di Littleton, e rimase in mani private fino al 1925 quando passò sotto la gestione dell'English Heritage. Nel 1915 l'annuale mercato di bestiame aveva ancora una importanza a livello regionale, ma il mercato settimanale era discontinuo. Oggi il mercato del bestiame si svolge a Leyburn.